# میداس

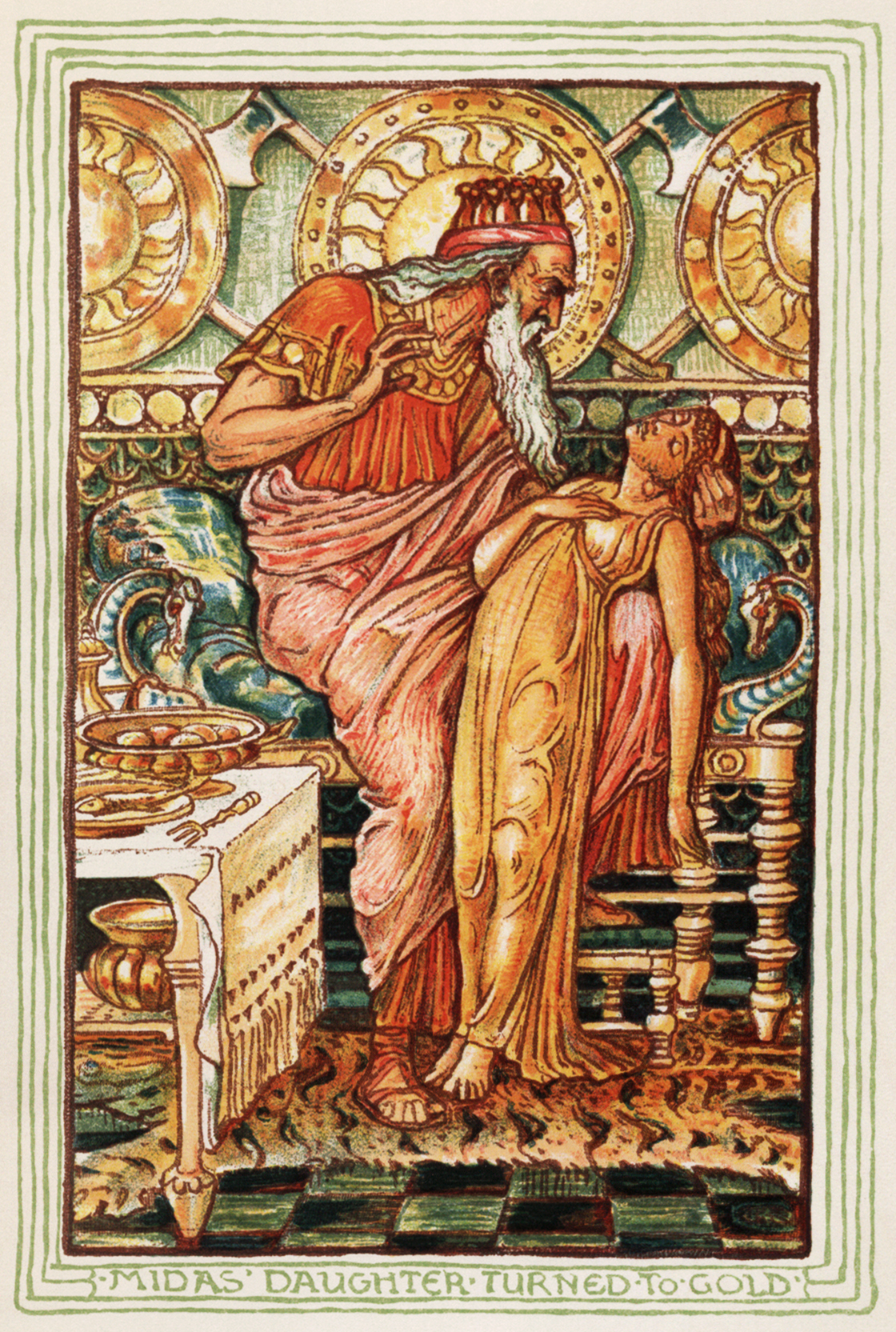
شاه میداس و دخترش که پس از لمس پدر به مجسمه‌ای طلایی تبدیل شد. از کتاب شگفتی‌هایی برای دختران و پسران نوشتهٔ ناتانیل هاثورن. نگارگری اثر والتر کرین

میداس یا شاه میداس (به یونانی: Μίδας)، پادشاه فریگیه بود. او بنا بر اسطوره‌های یونانی هرآنچه را که لمس می‌کرد به طلا تبدیل می‌شد و این موضوع به لمس طلایی یا لمس میداس مشهور بود. میداس را هم‌چنین با شخصیتی تاریخی به‌نام میتا، شاه موشکی در آناتولی غربی در سدهٔ هشتم پیش از میلاد مرتبط می‌دانند. شاه میتا با سارگون دوم، پادشاه آشور جنگید و از پادشاهی خود فریگیه دربرابر کیمریها دفاع نمود.
میداس سوم به گفته هرودوت عضوی از خاندان سلطنتی فریگیه و پدربزرگ آدراستوس بود که پس از قتل تصادفی برادرش از فریگیه گریخت و در لیدیه تحت حکومت کرزوس پناه گرفت. فریگیه در آن زمان از موضوعات مورد توجه لیدیه بود. هرودوت گفته که کرزوس خاندان سلطنتی فریگیه را دوست قلمداد می کرد اما اشاره نمی‌کند که آیا خاندان سلطنتی فریگیه به عنوان یک پادشاه دست نشانده حکومت می کردند یا نه.

## زندگی‌نامه
روایات مختلفی از زندگی میداس وجود دارد. بنابر یکی از این روایات، میداس شاهِ پسینوس در فریگیه بود. او در کودکی توسط شاه گوردیاس و همسرش الهه کوبله به فرزندخواندگی گرفته شده بود و همچنین گاه چنین حکایت شده که کوبله، مادر الههٔ میداس نیز بوده است. بنا بر روایاتی دیگر میداس دوران جوانیش را در برمیونِ مقدونیه گذرانده و به داشتن باغ گل سرخی در میگدونیای تراکیه معروف بوده‌است. هرودوت به سکنی‌گزیدن پادشاهان باستانی مقدون در دامنه‌های کوه برمیون اشاره کرده و می‌نویسد: «این مکان را باغ میداس پسر گوردیاس می‌نامیدند و آن جایی بود که گل‌های سرخِ خودرو می‌روئیدند و هرکدام ۶۰ گل می‌دادند و بویی فراوان داشتند».
به نوشتهٔ ایلیاد، میداس دارای پسری بود به نام لیتیرسس، آدم‌کشی اهریمنی، اما در برخی دیگر از روایات افسانه‌ای او را صاحب دختری به‌نام زوئه یا «زندگی» معرفی کرده‌اند.
آریان، مورخ یونانی اما داستانی دیگر را از زندگی میداس نقل می‌کند. به نوشتهٔ او میداس، پسر دهقانی فقیر به‌نام گوردیوس و دوشیزه‌ای تلمیسی از تبار پیشگویان بود. مدتی بود که اهالی فریگیه بدون شاه مانده بودند. غیب‌گویی از تلمیسوس (پایتخت باستانی فریگیه) مقرر کرده بود که نخستین مردی که سوار بر ارابه وارد شهر شود، شاه فریگیه اعلام شود. دهقانی به نام گوردیاس سوار بر ارابه وارد شهر شد. جایگاه و منزلت او را پیشتر عقابی که بر روی ارابه‌اش نشسته بود و نشانه‌ای از خدایان دانسته می‌شد، نوید داده بود. گوردیاس را به محض ورود به شهر، شاه اعلام کردند. پسر او، میداس، به پاس شاه شدن پدرش، ارابهٔ او را به درگاه خدای فریگیه، سابازیوس (که یونانیان او را با زئوس مرتبط می‌دانستند)، اهدا کرد و بدین منظور ارابه را به یک تیرک یا تنهٔ یک درخت گره زد. گره به قدری کور و محکم بود که به هنگام ورود اسکندر به فریگیه در سدهٔ چهارم پیش از میلاد، همچنان ارابه سر جایش قرار داشت. در آن زمان فریگیه به یکی از ساتراپی‌های شاهنشاهی هخامنشیان مبدل شده بود.

## افسانه
روزی دیونیسوس آنگونه که اووید در کتاب دگردیسی‌ها آورده است متوجهٔ گم‌شدن ساتیر سیلنوس، پدرخواندهٔ خود شد. ساتیر پیر شراب نوشیده، مست کرده و سرگردان شده بود تا آنکه تنی چند از دهقانان فریگیه‌ای او را یافته و او را پیش پادشاه خود میداس بردند (شکل دیگر داستان آن است که سیلنوس در باغ گل سرخ میداس از هوش رفته بود). میداس او را شناخت و برای ۱۰ روز به‌خوبی از او پذیرایی کرد. در روز یازدهم او سیلنوس را پیش دیونیسوس در لیدیه بازگرداند، دیونیسوس به او گفت تا برای پاداش هرچه می‌خواهد بگوید و میداس خواست تا هرآنچه را که لمس می‌کند به طلا تبدیل شود. پس درخواستش برآورده شد.
میداس خوشحال از قدرتی که به‌دست آورده بود اقدام به آزمودن آن کرد. او ترکه‌ای از درخت بلوط و سنگی را لمس نمود و هردو به طلا تبدیل شدند. او پس از بازگشت به کاخش با خوشحالی فراوان از مستخدمانش خواست تا میز مفصلی برایش بچینند تا جشن بگیرد. میداس که در آن لحظه مغرور از قدرتش بود پس از آنکه غذا و نوشیدنی‌اش نیز با لمس او به طلا تبدیل شدند به اشتباهش پی‌برد. در ویراست دیگری از این افسانه به قلم ناتانیل هاوثورن (۱۸۵۲) آمده است که میداس پس از آنکه دخترش نیز با تماس او به طلا تبدیل‌شد دریافت که چه اشتباهی کرده است. حال دیگر میداس از این تواناییش بیزار بود، پس به درگاه دیونیسوس دست به‌دعا برداشت و از او خواست تا او را از گرسنگی نجات بخشد. دیونیسوس لابهٔ او را شنید و به میداس گفت تا خود را در رود پاکتولوس بشوید. میداس چنین کرد و وقتی دست بر آب زد، قدرتش به رودخانه منتقل و ماسه‌های کنار رودخانه به طلا تبدیل شد.
میداس که اینک از ثروت و شکوه و جلال نفرت یافته بود، به روستایی نقل مکان کرده و به پرستش پان، خدای دشت‌ها و ساتیرها پرداخت. روزی پان خواست تا موسیقی خود را با موسیقی آپولو، خدای چنگ مقایسه کند، پس او را به چالش طلبید. تیمولوس، خدای کوهستان به‌عنوان داور انتخاب شد. نخست پان در فلوتش دمید و آوای روستایی آن برای خودش و مرید باوفایش میداس که اتفاقاً در آن جمع حاضر بود بسیار خوشایند آمد. سپس آپولو دست بر چنگ برد و تارهای آن را لرزاند. تیمولوس بی‌درنگ آپولو را برندهٔ میدان اعلام کرد. همگی با این رأی موافق بودند مگر میداس. پس آپولو گوش‌های او را به گوش‌های الاغ تبدیل کرد. این موضوع در دو تابلوی نقاشی موسوم به «آپولو و مارسیاس» اثر پالما ایل جووانی (۱۵۴۴–۱۶۲۸) به تصویر کشیده‌شده که صحنهٔ قبل و بعد از این تنبیه را نمایش می‌دهد.
میداس آزرده‌دل گوش‌هایش را در زیر عمامه‌ای بزرگ پنهان می‌ساخت تا کسی آن‌ها را نبیند. اما آرایشگرش موضوع را می‌دانست و میداس از او خواسته بود تا به کسی چیزی نگوید. اما سلمانی که نمی‌توانست این راز را بیش از این در خود نگاه دارد به دشتی رفت، گودالی در زمین کند و راز را در آن زمزمه کرد. سپس گودال را پُر کرد و رفت. پس از آن بستری انبوه از نی‌ها در آن مکان رویید که داستان میداس را زمزمه می‌کردند و می‌گفتند: «شاه میداس گوش‌های الاغ دارد».